# Alfred A. Knopf
La Alfred A. Knopf, Inc. è una casa editrice statunitense con sede a New York fondata da Alfred A. Knopf, Sr. nel 1915. Nel 1960 è stata acquisita dalla Random House, che a sua volta nel 2008 è diventata di proprietà della Bertelsmann. Nel 2008, insieme al Doubleday Publishing Group, è andata a formare il Knopf Doubleday Publishing Group, divisione della Random House.